# Heteropoda submaculata
Heteropoda submaculata este o specie de păianjeni din genul Heteropoda, familia Sparassidae, descrisă de Thorell, 1881. Conține o singură subspecie: H. s. torricelliana.